# كاثرين أردن
كاثرين أردن (بالإنجليزية: Katherine Arden)‏ هي كاتِبة أمريكية، ولدت في 1987 في أوستن في الولايات المتحدة.